# Zuber Ferenc
Zuber Ferenc (Adony, 1874. október 4. – Budapest, 1937. március 8.) újságíró, sportszervező, két évtizeden át a magyar sport egyik legjellegzetesebb alakja.

## Életpályája
Szülei: Zuber Kálmán és Kolozsváry Alexandrina. 1901-ben lépett be a MAC-ba. Már ekkor a labdarúgó-szakosztály előadója volt és a klubot képviselte az MLSZ-ben. Debreceni évei alatt a vidéki atlétikai élet szervezésében vett részt. Majd a MAC atlétikai-szakosztályánál dolgozott, amelynek 1910-től igazgatója lett.
1912-től a Magyar Atlétikai Szövetség tanácstagjaként, 1920 és 1924 között ügyvezető alelnökeként működött. 1914-től kezdve részt vett a Magyar Olimpiai Bizottság munkájában. 1921-ben az Országos Testnevelési Tanács főtitkárává nevezték ki. Később alelnök és a társadalmi bizottság elnöke lett. A Nemzeti Sport munkatársaként is dolgozott és több atlétikai évkönyvet szerkesztett.
1896-ban lépett állami szolgálatba és 1903-ig a budapesti folyammérnöki hivatalnál, 1903-tól a debreceni kultúrmérnöki hivatalnál, 1907-től pedig a földművelésügyi minisztérium vízrajzi osztályán teljesített szolgálatot, melynek igazgatója is volt. Miniszteri tanácsosként vonult nyugalomba.
Székesfehérváron temették el.

## Munkái
- A Magyar Athletikai Club története 1875-1925 (Budapest, 1925)
- A Magyar Athletikai Club évkönyve 1929-1932 (Budapest, 1933)
- Zuber Ferenc (szerk.): Magyar Sportalmanach (Budapest, 1935) – online hozzáférés